# 韶关烈士陵园
韶关烈士陵园，又称韶关市烈士陵园，是一座安葬中华人民共和国烈士的纪念性公园，位于中国广东省韶关市浈江区陵园西路石门架右侧山。陵园占地30万平方米，建于1950年代下旬。

## 历史
韶关烈士陵园于1957年12月7日动工兴建，翌年4月5日完工落成，后来进行了数次装修工程。陵园在1988年4月18日列入广东省重点烈士纪念建筑物保护单位，1995年5月列入韶关市爱国主义教育基地。

## 设施
韶关烈士陵园占地30万平方米。陵园入口处为一座坐东朝西的门楼，高10米、宽15米，屋顶以绿色瓦片铺砌而成，墙身为红色，题有“韶关烈士陵园”字样；大门为园拱门，两旁各自摆设一头石狮子。门楼前方设有一个小广场，里面种满了松树、柏树等树木。陵道位于小广场前方，是一道红色石梯，通往革命烈士纪念碑。纪念碑高16米，正面刻有红色五角星与“革命烈士纪念碑”浮雕字样；碑底座高3米，正面刻有“永垂不朽”字样，三个侧面刻上碑文和诸位烈士姓名。纪念碑四方设有祭台，侧边为烈士墓地。除了这些设施以外，陵园内还有八角亭、人工湖等建筑，以及原本位于韶关中山公园、后在1978年3月22日迁至陵园内的北江人民烈士纪念碑。

## 纪念人群
最初兴建韶关烈士陵园的目的，是为了纪念革命战争时期（国民革命军北伐至第二次国共内战）牺牲的中华人民共和国烈士。不过，随着时间推移，陵园后来亦安葬了殉职公安人员等其他烈士。

## 祭扫
韶关烈士陵园的祭扫高峰为清明节前后，韶关市委宣传部机关、政府部门、学校、幼儿园、企业、社会团体等很多单位都会在这个时期组织集体扫墓活动，甚至每年举办一次，有些单位会在陵园内进行重温中国共产党入党誓词的教育活动；亦有不少市民单独或举家前往祭扫，尤以当地民众为甚。韶关市公安局会组织已加入中国共产党的民警人员到陵园集体祭扫，重温人民警察入警誓词，并向何勇、郑华武、付少三位安葬于此陵园的殉职公安人员致意。